# Arrabassament
L'arrabassament o  rompuda  del sòl és l'acció de rompre o llaurar la superfície del terreny amb una profunditat no superior a uns 30 centímetres. Amb aquesta tasca s'aconsegueix oxigenar el terreny i permetre l'entrada d'altres agents introduïts per l'acció humana o natural. En curt, és l'obertura progressiva de noves terres per a ser conreades.
La necessitat de conservar les muntanyes i boscos per assegurar l'equilibri dels agents atmosfèrics, mantenir els corrents, fonts i cursos d'aigua i oposar un obstacle a les inundacions torrencials ha conduït a dictar mesures legislatives que restringeixen o limiten els drets dels propietaris.